# Jan Heij
Jan Heij (Ede, 2 juli 1920 – Amersfoort, 6 mei 1999) was een Nederlands christendemocratisch politicus van de CHU en later het CDA.
Hij werd geboren als boerenzoon, volgde agrarisch beroepsonderwijs en was adjunct-secretaris van de Christelijke Boeren- en Tuindersbond (CBTB) in Gelderland voor hij daar in 1952 secretaris-penningmeester werd. Daarnaast was hij vanaf 1958 gemeenteraadslid in Arnhem. In 1964 werd hij in Arnhem wethouder en vanaf 1965 was hij tevens lid van de Provinciale Staten van Gelderland. Begin 1968 werd Heij tevens lid van de Eerste Kamer der Staten-Generaal, wat hij elf jaar zou blijven. In mei 1969 volgde zijn benoeming tot burgemeester van Scherpenzeel. In augustus 1985 ging hij daar met pensioen. In mei 1999 overleed Heij op 78-jarige leeftijd.
- Biografisch Portaal: 28608345
- International Standard Name Identifier: 0000 0003 8706 8042
- Nederlandse Thesaurus van Auteursnamen: 074642936
- Parlement.com: vg09ll1o9ifw
- Virtual International Authority File: 279952833
- WorldCat: E39PBJj8W8gdmGXybDhYYcwgrq